# Интегрум
Информационное агентство «Интегрум» — одна из крупнейших диверсифицированных медиа-компаний СНГ. Центральный офис компании располагается в Москве.
Занимается мониторингом и аналитикой медийного поля традиционных СМИ, социальных сетей и блогосферы.

## История компании
«Интегрум» вышел на рынок мониторинга СМИ в 1996 году, но технологии сбора, поиска и анализа информации разрабатывались задолго до её появления (с 1966 года) и первым «местом работы» для них был Комитет государственной безопасности СССР, где они были обкатаны и доработаны. Называлась та система «Агама».
Основной поисковой системой «Интегрума» стал «Артефакт» — потомок «Агамы», модернизированный под специфику деятельности новой компании. В дальнейшем «Артефакт» постоянно совершенствовался, модернизировался. Не было заимствованно ни одной технологии, всё разрабатывалась самостоятельно. Многие технологии были уникальными для российского и зарубежного рынка и поэтому покупались другими компаниям. Так, в 2005 году Яндекс создал «Новости в лицах» (сегодня «Яндекс. Пресс-портреты»), приобретя у «Интегрума» право использования сервиса «Сегодня в лицах», выделяющего из любого количества источников фамилии и имена ньюсмейкеров и формирующего его в общие списки с привязкой каждой персоны к статьям.
В настоящее время количество источников СМИ и документов в базе «Интегрума» является крупнейшим в СНГ и Восточной Европе.
В середине 2000-х компания расширяет сферу деятельности и начинает оказывать услуги в области экономической безопасности и PR-услуг.
Компания располагает собственной системой мониторинга и архивации социальных сетей и блогосферы.

## Собственники
В 2001 году инвестиционная компания «Атон» приобрела контрольный пакет акции «Интегрума». В 2007 году СМИ со ссылками на «Business & Financial Markets» опубликовали сообщения о том, что Google ведет переговоры о покупке крупного пакета акций Интегрум, однако дальнейшего развития эта новость не получила. Не являясь публичной, компания «Интегрум» не раскрывает информации о своих собственниках, обороте и доходах.